# Manuel Freire Rodríguez
Manuel Freire Rodríguez (Monforte de Lemos, 2 de febrero de 1993) es un piragüista español especialista en descenso de aguas bravas. Ha sido campeón de España en varias ocasiones.

## Trayectoria

### Quixós
Comenzó en el mundo del piragüismo con 10 años y la mayor parte de su carrera ha tenido lugar en el Club Quixós de Monforte de Lemos, con el que ha disputado varios campeonatos gallegos y de España. En los primeros años compaginó el piragüismo con el fútbol, jugando en equipos locales como el Calasancio y el Brollón, y participando en una pretemporada del Club Lemos.
En junio de 2016 debuta en un Campeonato Mundial, en Banja Luka (Bosnia y Herzegovina). En C1 en la modalidad clásica acabó en el puesto 21º y en sprint fue 22º. En C2 acabó en la 17.ª posición. En julio del mismo año se proclama campeón de C1 en la modalidad clásica en el Campeonato de España celebrado en Camarasa Fontllonga (Lérida), mientras que en la modalidad de sprint fue tercero. En C2 sprint, en el que compitió junto a Andrés Saco, fue segundo.

### Fluvial de Lugo
En 2017 comienza a competir en el Fluvial de Lugo. En mayo de 2017 se proclama campeón gallego por cuarto año consecutivo. Consiguió la medalla de oro en las modalidades clásica y sprint. El 2 de junio de 2017 recibió el premio al mejor deportista de 2016, junto a la atleta Saleta Fernández, en la Gala del Deporte de Monforte.
En el Campeonato de España celebrado en Seo de Urgel (Lérida) en junio de 2017 revalidó el título nacional en la modalidad clásica y consiguió también la medalla de oro en la modalidad de sprint.
En septiembre de 2017 participó en el segundo Campeonato Mundial, esta vez celebrado en Pau (Francia). Junto a Rodrigo Ramos, logró la primera clasificación en la historia de España para la final de la modalidad de C2 individual, en la que lograron la octava posición. En C1 acabó en la 23ª posición. En la modalidad de C1 por equipos fue sexto, mientras que en C2 por equipos alcanzó la cuarta posición.
En primavera de 2018 participó en su tercer mundial consecutivo, que se celebró en Muotathal (Suiza). En C1 por equipos acabó en la séptima plaza, mientras que la caída de uno de los integrantes del equipo impidió que puntuara en la modalidad de C2 por equipos. En la modalidad de C1 en patrullas junto a Rodrigo Ramos y Alan Padilla fue quinto.
En septiembre de 2018 revalidó el campeonato de España de piragüismo en descenso de aguas bravas, superando en veinte segundos al segundo clasificado, en Sabero (León).

### Fluvial de O Barco
En 2019 ficha por el Club Fluvial O Barco, junto al piragüista monfortino Marcos González. En abril de 2019 participó en la primera Copa de España celebrada en Seo de Urgel (Lérida).
En mayo de 2019 participó en el Campeonato de Europa celebrado en Trnovo ob Soči (Eslovenia). En él acabó en la 12.ª posición en C2 en sprint junto a Rodrigo Ramos, la 16.ª posición en C1 en la modalidad clásica y en 20.ª posición en C1 en sprint. También participó unos días más tarde en la segunda Copa de España celebrada en El Barco de Valdeorras (Orense) en la que conquistó la medalla de oro en larga distancia y la medalla de plata en sprint. Pese a todos los logros obtenidos en su dilatada carrera, el pitagüista de Lemos siempre se ha mostrado muy exigente consigo mismo, un síntoma más de la humildad que le caracteriza. Prueba de ello fue lo ocurrido en la mencionada segunda Copa de España celebrada en El Barco de Valdeorras (Orense) tras haber conseguido la medalla de oro en larga distancia. Como el monfortino no aventajó al segundo clasificado tanto como se había propuesto, empezó a fustigarse con su propia pala a grito de: "¡Podrías hacerlo mejor!", ante el asombro de sus rivales. También consiguió la medalla de plata en el campeonato nacional de patrullas.
El 1 de junio de 2019 se clasificó en la Copa de Europa disputada en Seo de Urgel para participar en el Campeonato del Mundo en el mes de septiembre. En la modalidad de C1 no entró en la final pero su 18.ª posición fue suficiente para clasificarse. En C2 se clasificó para la final y acabó en séptima posición junto a Rodrigo Ramos.
El 18 de agosto de 2019 se proclamó campeón por tercer año consecutivo de descenso en aguas bravas en la modalidad de larga distancia, en Sabero (León). En sprint consiguió la medalla de bronce.
En septiembre de 2019 participó en el Campeonato del Mundo celebrado en Seo de Urgel. En la modalidad de C2 por equipos acabó cuarto, a siete centésimas de la medalla de bronce y a dos décimas de la de plata, mientras que en C1 por equipos, junto a Rodrigo Ramos y Alan Padilla, acabó sexto. En las modalidades de C1 e C2 individuales acabó 16.º y 23.º, respectivamente.